# Lostanges
Lostanges (okzitanisch Lostanjas) ist eine französische Gemeinde mit 152 Einwohnern (Stand 1. Januar 2022) im Département Corrèze am westlichen Rand des Zentralmassivs. Die Einwohner nennen sich  Lostangeois(es).

## Geografie
Tulle, die Präfektur des Départements, liegt ungefähr 29 Kilometer nördlich, Brive-la-Gaillarde etwa 29 Kilometer nordwestlich und Beaulieu-sur-Dordogne rund 14 Kilometer südöstlich. An der westlichen Gemeindegrenze verläuft der Fluss Sourdoire, im Osten die Ménoire.

### Nachbargemeinden
Nachbargemeinden von Lostanges sind Ménoire im Norden, Chenailler-Mascheix im Osten, Tudeils im Süden, Marcillac-la-Croze im Südwesten, Saint-Bazile-de-Meyssac im Westen und Le Pescher im Nordwesten.

### Verkehr
Die Anschlussstelle 52 zur Autoroute A20 liegt etwa 28 Kilometer nordwestlich.

## Wappen
Beschreibung: In Silber ein aufrechter, roter blaugezungter und so bewehrter Löwe mit blauer Krone umgeben von fünf roten fünfstrahligen  Sternen.
Wappen und Geschichte des Ortes stehen mit dem gleichnamigen Adelsgeschlecht der Markgrafen de Lostanges im Zusammenhang.

## Bevölkerungsentwicklung
| Jahr      | 1962 | 1968 | 1975 | 1982 | 1990 | 1999 | 2007 | 2016 |
| Einwohner | 176  | 171  | 140  | 147  | 127  | 134  | 129  | 134  |

## Sehenswürdigkeiten
In Lostanges befindet sich der Jardin de Lostanges ein kleiner, privater botanischer Garten, auf einer Fläche von zwei Hektar sind über 500 exotische und heimische Pflanzen zu bewundern.